# 鰭崎站

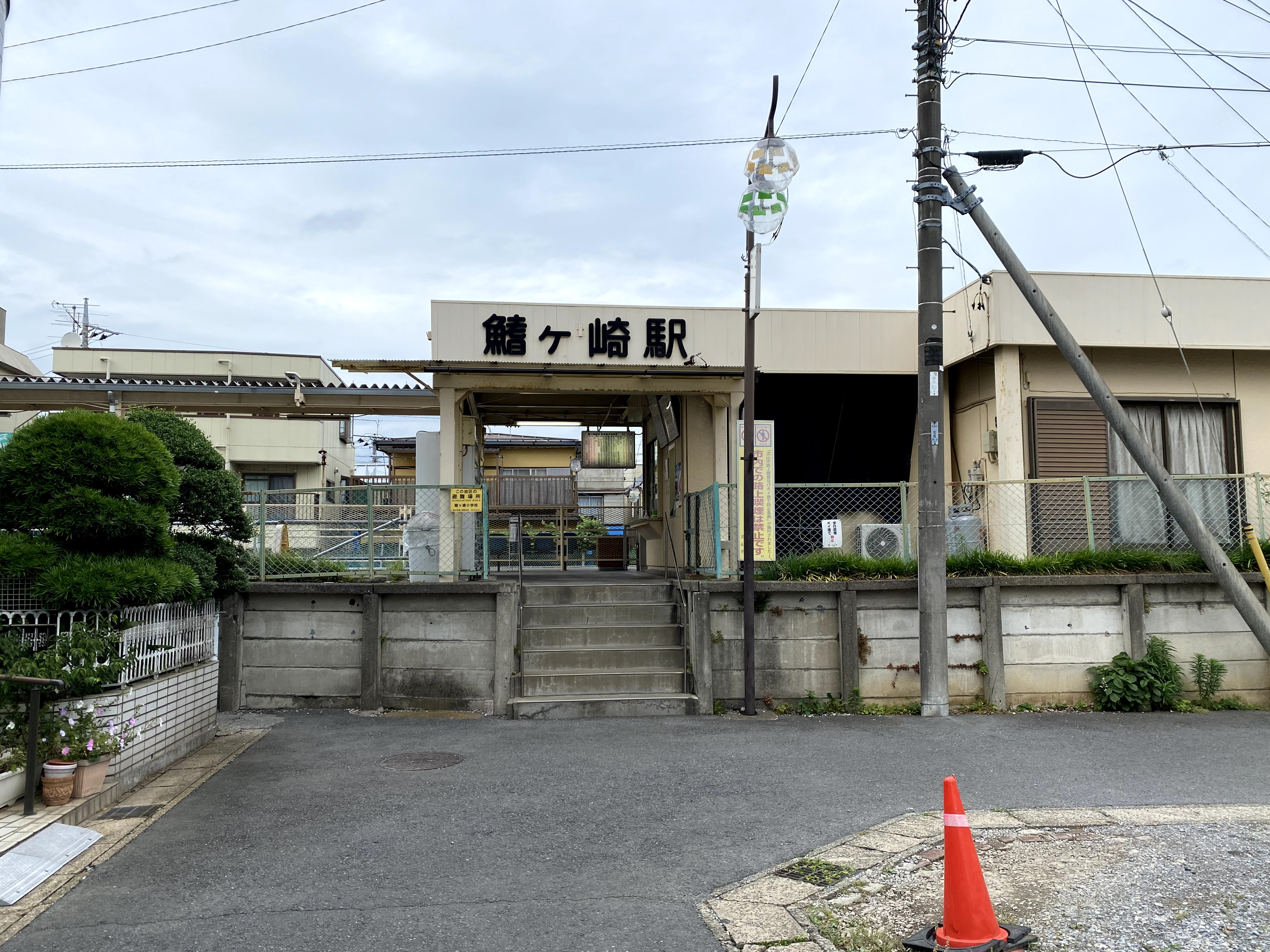
西南一方出入口（鰭崎郵局，南流山站方向）（2021年6月）

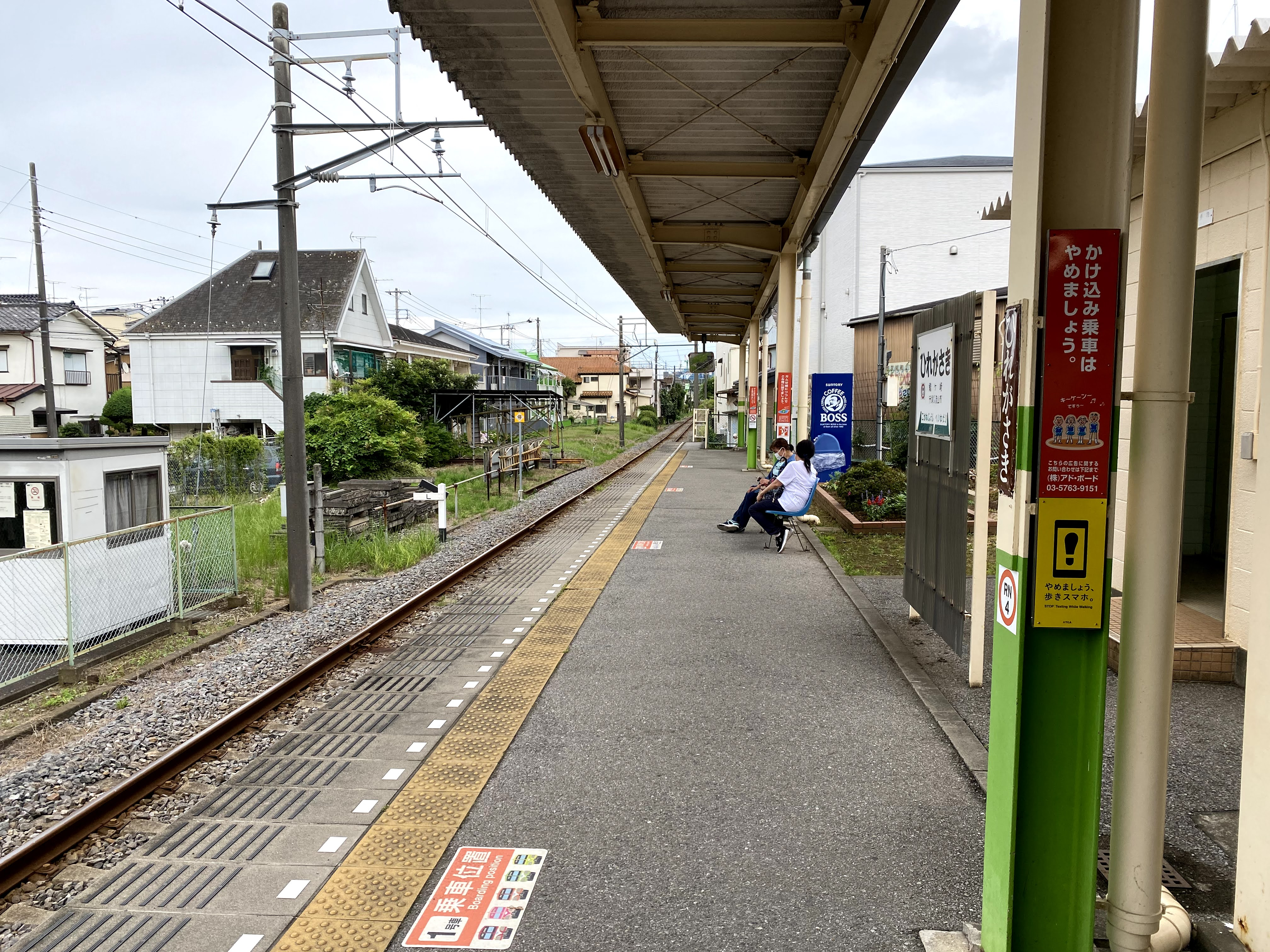
車站月台望向馬橋方向（2021年6月）

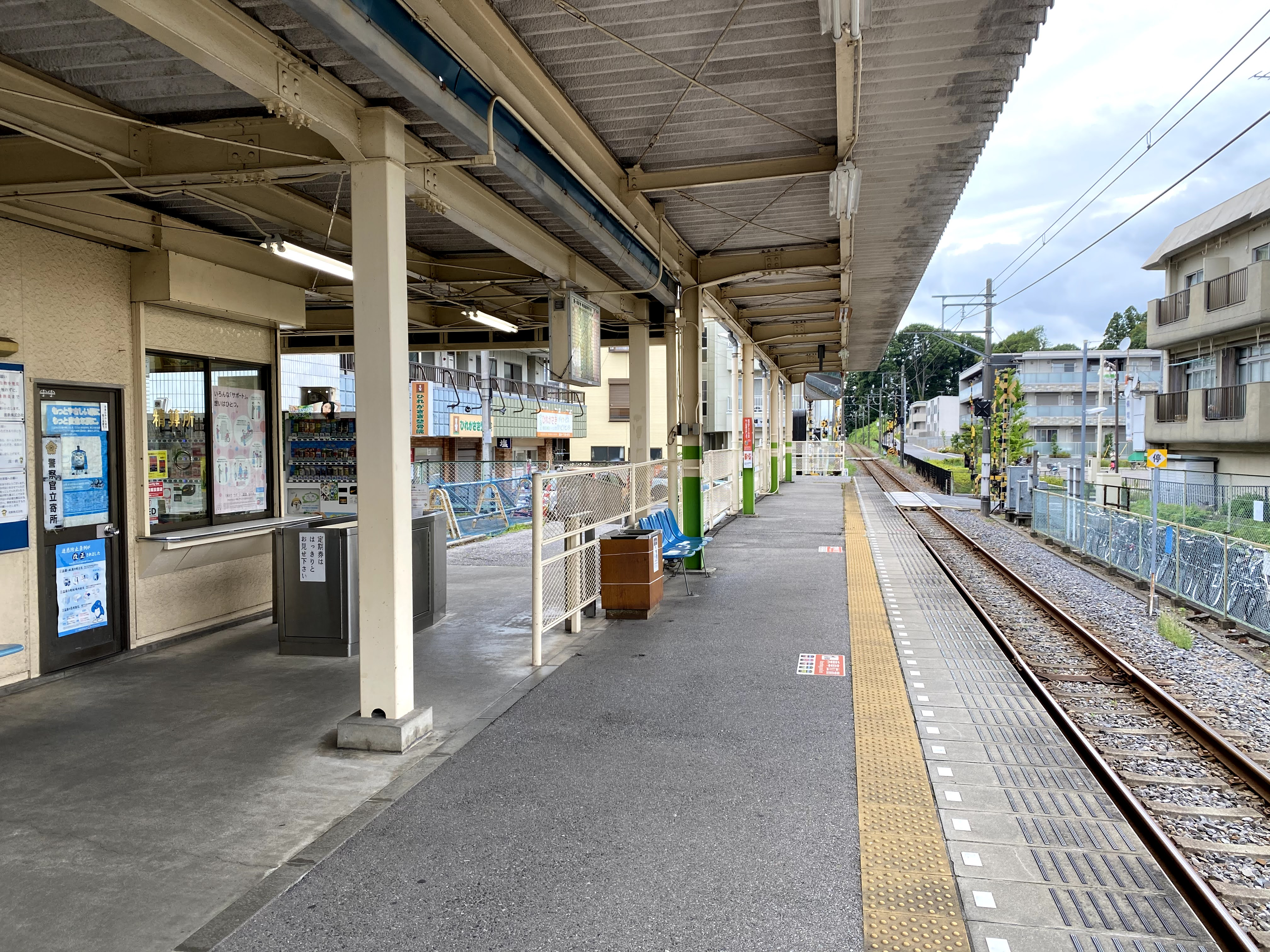
車站月台望向流山方向（2021年6月）

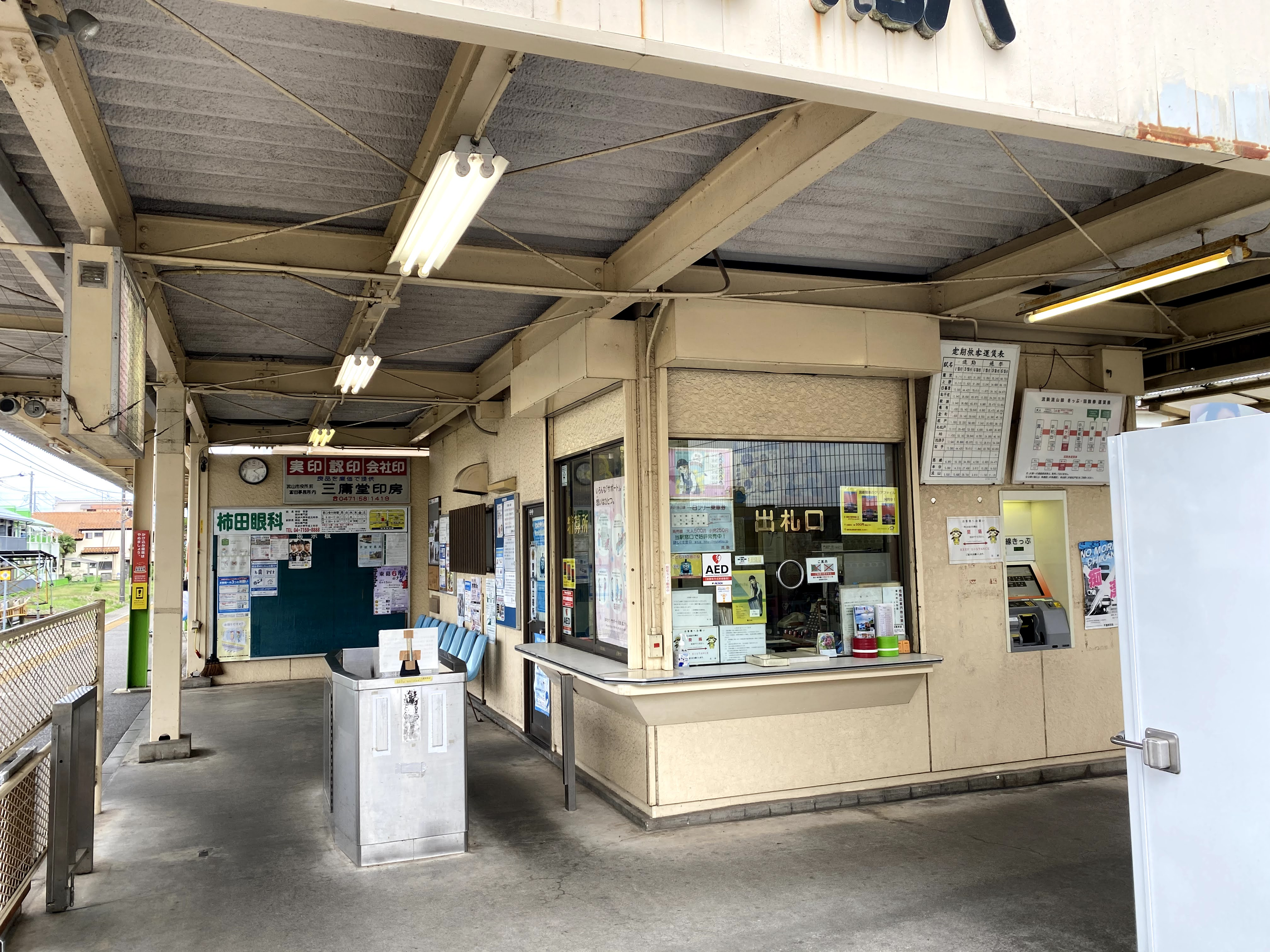
檢票口（只可收集車票）（2021年6月）

鰭崎站（日语：／ Hiregasaki eki */?）是位於千葉縣流山市大字鰭崎字宮之後，流鐵流山線的車站。車站編號為RN4。

## 歷史

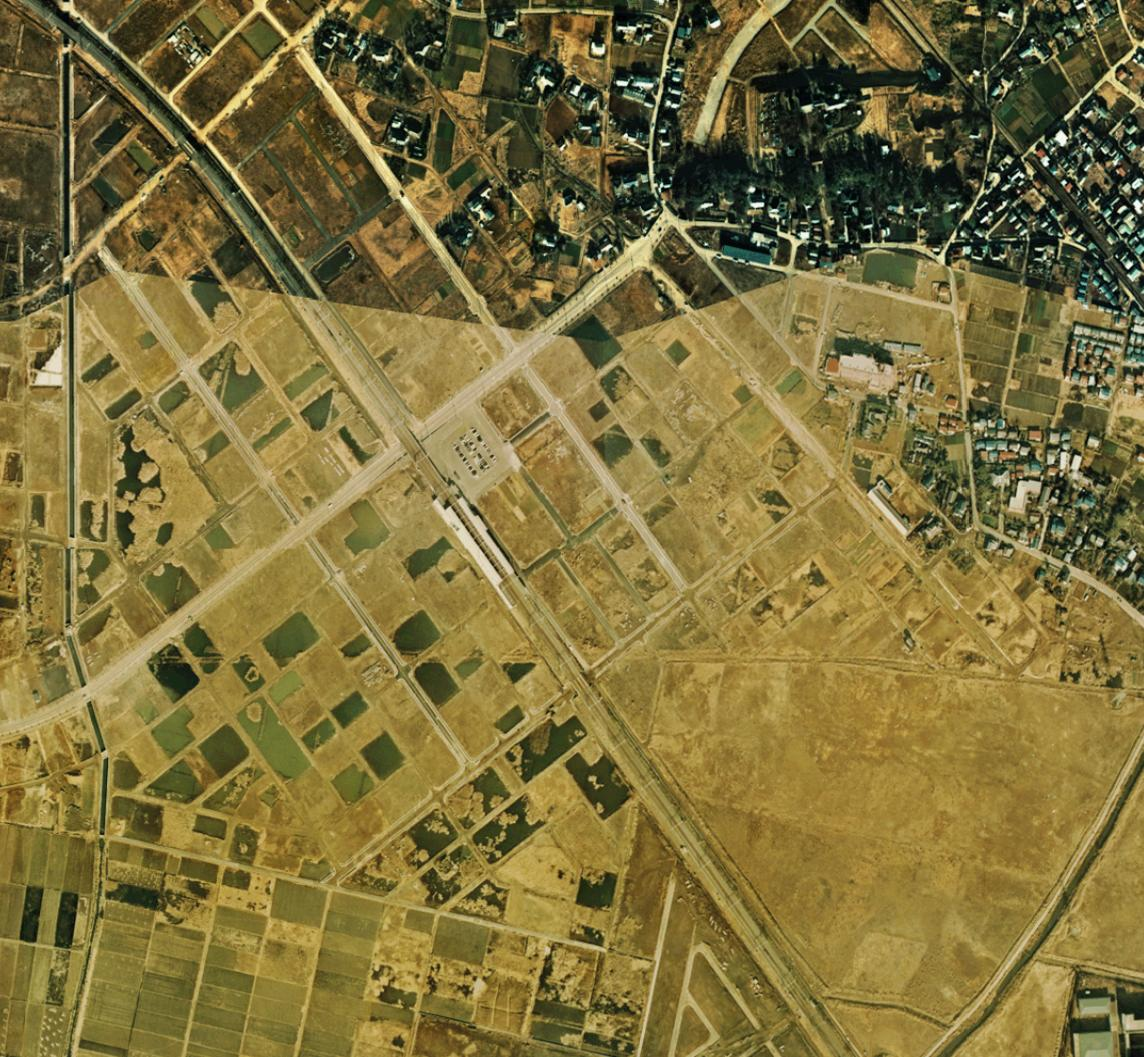
1974年的鰭崎站（右上方）附近。中央為國鐵南流山站（1974年）

車站名稱取自在平安時代9世紀傳說中的「鰭崎」村落內。
- 1916年（大正5年）3月14日 - 車站啟用[1]。
- 2007年（平成19年）11月30日 - 站內的商店結業。
- 2014年（平成26年） - 鰭崎團地內的「鰭崎站入口巴士站」（東武巴士East（日语：東武バスイースト）西柏09番系統）廢止。

## 車站構造
車站是一座地面車站，設有1面1線的單式月台。月台和車站大樓位於路軌西邊。車站大樓內設有檢票口（只收集車票）、售票處和自動售票機。車站出入口位於車站大樓西北方和南方共2處。西北方出入口設有斜道，對出為小型站前廣場，連接南流山、鰭崎團地方向的道路。

## 使用狀況
在2019年（令和元年）度，一日平均乘車人次為596人。
- 此站是流鐵六座車站中最少人使用。周邊團地發展時第一戶入伙的居民（1970年代，後述）開始高齡化[4]，以及改往附近路線乘車。因此在1992年到達乘車人次高峰後開始長期下跌。在2007年超越小金城趾站，成為最少人使用的近鐵車站。
- 在1975年4月，車站附近開設流山市立鰭崎小學，此站開始有小學生使用。截至1969年，一日平均乘車人次中，有半數約400人次[5]（2卡編成列車可容納280名乘客）乘車上學，因此變得十分混亂，當時實施了時差上學安排。
- 1973年4月1日，在西南方約0.9公里處開設國鐵南流山站。後來2005年8月24日，首都圈新都市鐵道筑波快線開始駛入該站。使原本於此站乘車的乘客均轉移至該站。

以下為1日平均乘車人次：
| 乘車人次變化 | 乘車人次變化     | 乘車人次變化 |
| 年度         | 1日平均 乘車人次 | 備註         |
| ------------ | ---------------- | ------------ |
| 1990年       | 2,132            |              |
| 1991年       | 2,113            |              |
| 1992年       | 2,145            |              |
| 1993年       | 2,130            |              |
| 1994年       | 2,031            |              |
| 1995年       | 1,998            |              |
| 1996年       | 1,898            |              |
| 1997年       | 1,793            |              |
| 1998年       | 1,715            |              |
| 1999年       | 1,630            |              |
| 2000年       | 1,563            |              |
| 2001年       | 1,511            |              |
| 2002年       | 1,437            |              |
| 2003年       | 1,466            |              |
| 2004年       | 1,351            |              |
| 2005年       | 1,149            | TX啟用       |
| 2006年       | 934              |              |
| 2007年       | 845              | 商店結業     |
| 2008年       | 813              |              |
| 2009年       | 713              |              |
| 2010年       | 694              | 一人控制化   |
| 2011年       | 660              |              |
| 2012年       | 654              |              |
| 2013年       | 671              |              |
| 2014年       | 648              |              |
| 2015年       | 630              |              |
| 2016年       | 606              |              |
| 2017年       | 599              |              |
| 2018年       | 597              |              |
| 2019年       | 596              |              |

## 車站周邊
車站附近的地區曾經居住，因此埋藏了許多文化財。在南邊設有千葉縣道280號白井流山線。車站對出設有小型餐廳和商店。在車站北方設有商店、農地和森林。在西北方還保留著古老的農地和森林，部分西平井、鰭崎地區進行了土地整理項目，發展了體育公園等設施。使鰭崎三本松古墳與思井之森等貴重的文化、自然遺產可能會被破壞。
在車站東邊於1970年代前只有一層高的住宅團地（鰭崎團地）。在東北一方於1967年開設東洋學園大學流山校園，在1975年開始發展一層高的住宅團地（宮園團地）（東急不動產）。在西南一方於1969年至1980年代之間建設了許多建築物，該處為南流山土地整理項目的區域。

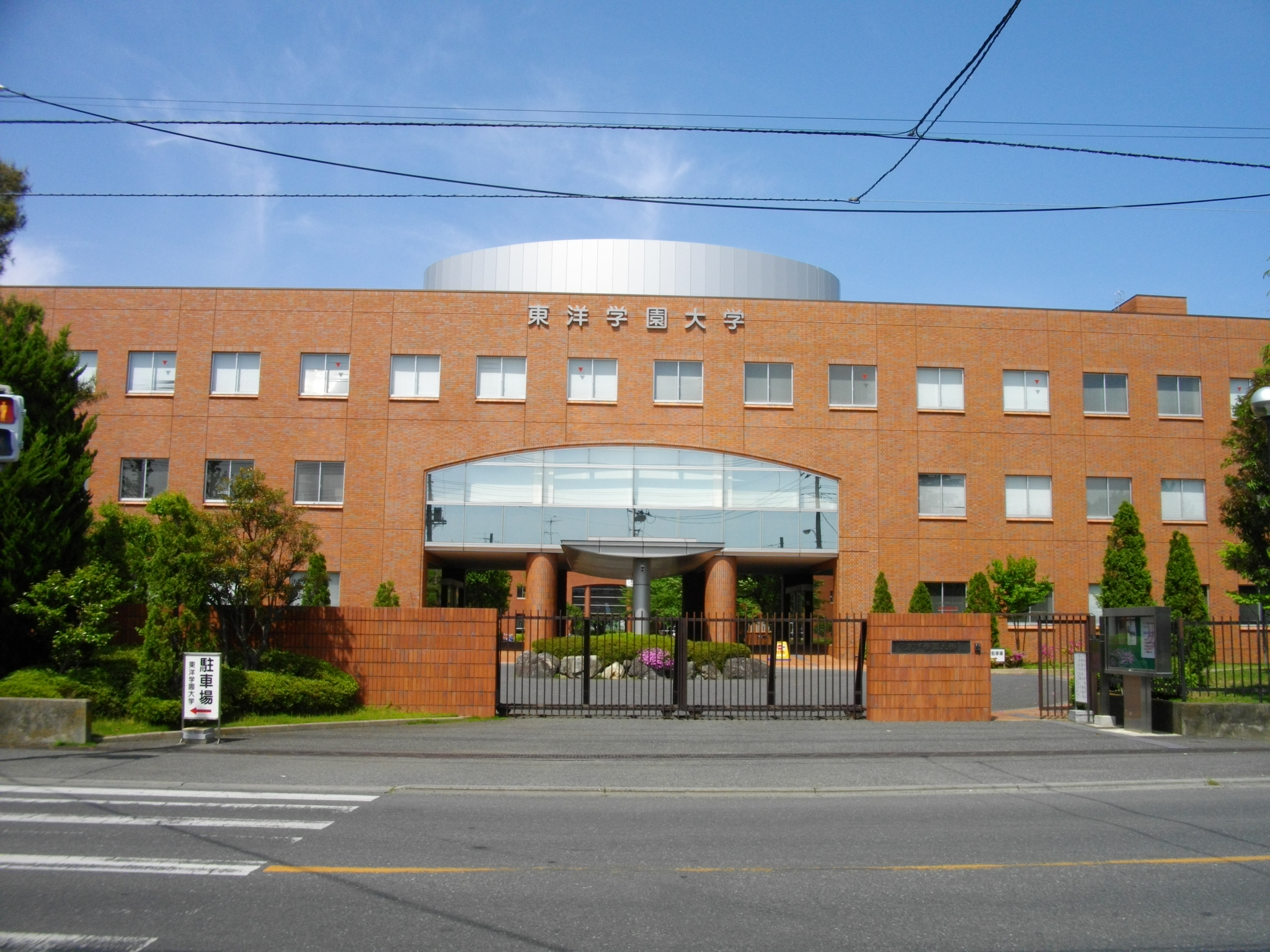
東洋學園大學 流山校舍

- 南流山站（東日本旅客鐵道、首都圈新都市鐵道） - 步行15分鐘[1]。
- 首都圈新都市鐵道鰭崎變電站
- 東洋學園大學（日语：東洋学園大学）流山校園[7]
- 流山市立鰭崎小學
- 流山鰭崎郵局
- 千葉愛友會紀念醫院（在2008年9月1日從流山綜合醫院改名而成[8]）
- 山﨑Office（日语：山崎直樹）
- 千葉Coop（日语：生活協同組合ちばコープ）（Coop南流山）
- 丸悅（日语：マルエツ）宮園店
- 京北超市（日语：京北スーパー）鰭崎店
- 東福寺
  - 千佛堂
- 鰭崎三本松古墳
- 思井之森
- 雷神社

## 相鄰車站
流鐵
■流山線
小金城趾（RN3）－鰭崎（RN4）－平和台（RN5）

## 注腳
1. 1 2 3  曾根悟（監修）. 朝日新聞出版分冊百科編集部（編集） , 编. . 週刊朝日百科. 21号 関東鉄道・真岡鐵道・首都圏新都市鉄道・流鉄. 朝日新聞出版. 2011-08-07: 24・26頁 （日语）.
2. ↑  {{PDFlink|令和2年版流山市統計書 （页面存档备份，存于）}（日語）} 11 運輸、通信一節
3. ↑  千葉県統計年鑑 （页面存档备份，存于）（日語）
4. ↑  「鰭ヶ崎区域では，子供の数が減り始め高齢者が多くなっている」（流山市地域別ワークショップ市民版検討集南部地域） （页面存档备份，存于）（日語）
5. ↑  [http://www1.ka1.koalanet.ne.jp/hire-e/rekisi.html%5B%5D 鰭ヶ崎小学校（日語）
6. ↑  東洋学園大学沿革 （页面存档备份，存于）（日語）
7. ↑  東洋学園大学 沿革（2016年 本郷キャンパスへの統合) （页面存档备份，存于）（日語）
8. ↑  AMGについて｜上尾中央医科グループ （页面存档备份，存于）（日語） 集團沿革

## 外部連結
- 鰭崎站 （页面存档备份，存于）（日語）